# Dennis ten Bokkel
Dennis ten Bokkel (* 18. März 1979 in Goirle) ist ein niederländischer Eishockeyspieler, der seit 2009 bei den Eaters Geleen in der Eredivisie unter Vertrag steht. 

## Karriere
In der Saison 1994/95 gab ten Bokkel sein Debüt für die Profimannschaft der Tilburg Trappers in der Eredivisie und gewann in den folgenden 15 Jahren mit seinem Verein fünf Mal den niederländischen Meistertitel (1995, 1996, 2001, 2007 und 2008) sowie fünf Mal den niederländischen Pokalwettbewerb (1995, 1997, 2001, 2006 und 2008). Zur Saison 2009/10 wechselte der Angreifer innerhalb der Eredivisie zu den Eaters Geleen, mit denen er auf Anhieb ebenfalls Pokalsieger wurde. In der Saison 2010/11 war er Assistenzkapitän in Geleen. In der Saison 2011/2012 war er Kapitän und gewann mit Geleen seine sechste Niederländische Meisterschaft. 

### International
Für die niederländische Nationalmannschaft nahm ten Bokkel im Juniorenbereich an den U18-Junioren-C-Europameisterschaften 1995 und 1997 sowie der U20-Junioren-D-Weltmeisterschaft 1999 und den U20-Junioren-C-Weltmeisterschaften 1996 und 1997 teil. 
Im Seniorenbereich stand er im Aufgebot seines Landes bei den B-Weltmeisterschaften 2000, 2001, 2002, 2003, 2004 und 2005.

## Erfolge und Auszeichnungen
| - 1995 Niederländischer Meister mit den Tilburg Trappers - 1995 Niederländischer Pokalsieger mit den Tilburg Trappers - 1996 Niederländischer Meister mit den Tilburg Trappers - 1997 Niederländischer Pokalsieger mit den Tilburg Trappers - 2001 Niederländischer Meister mit den Tilburg Trappers - 2001 Niederländischer Pokalsieger mit den Tilburg Trappers | - 2006 Niederländischer Pokalsieger mit den Tilburg Trappers - 2007 Niederländischer Meister mit den Tilburg Trappers - 2008 Niederländischer Meister mit den Tilburg Trappers - 2008 Niederländischer Pokalsieger mit den Tilburg Trappers - 2010 Niederländischer Pokalsieger mit den Eaters Geleen - 2012 Niederländischer Meister mit den Eaters Geleen |